# 올림픽대교

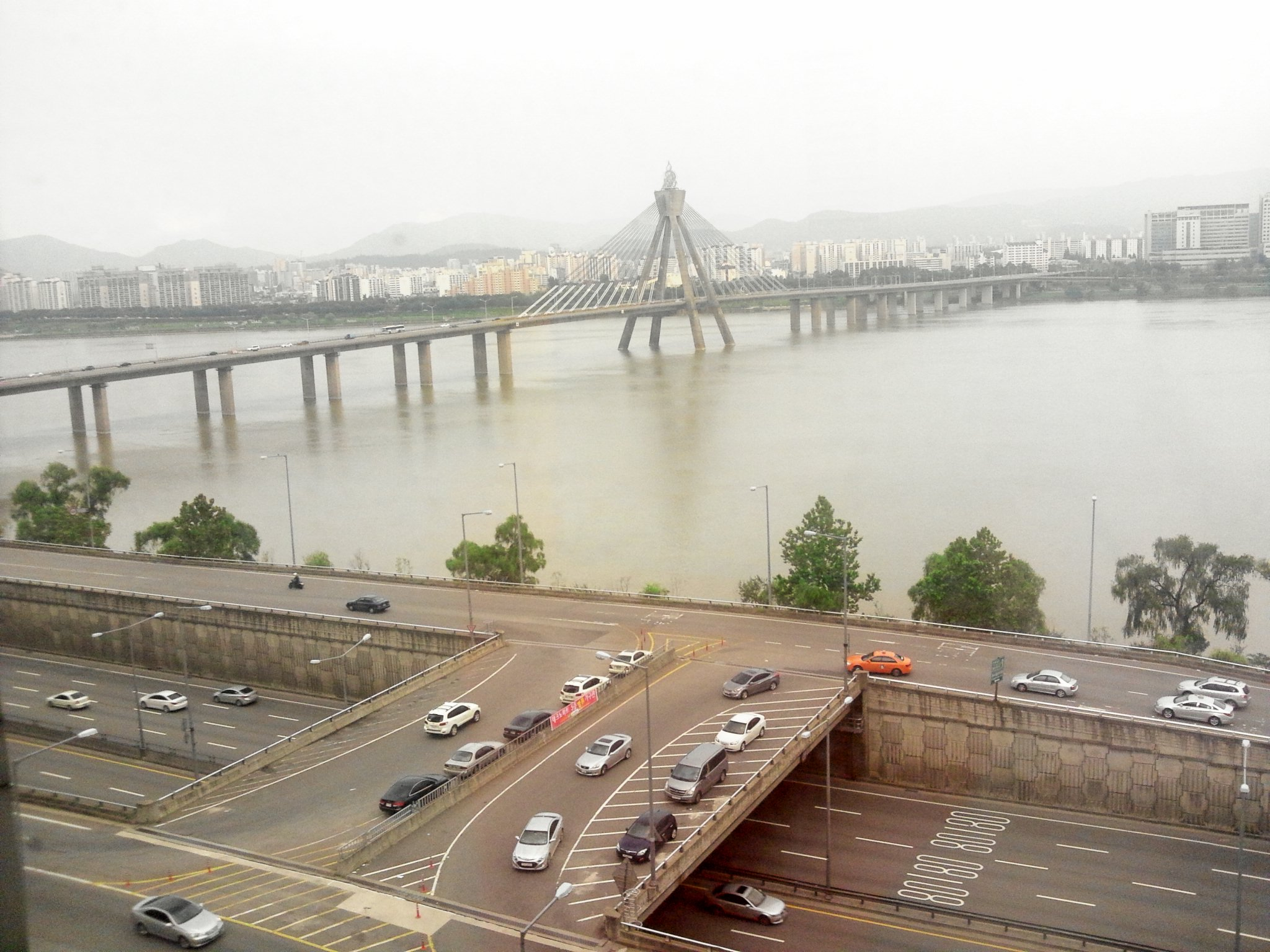
올림픽대교와 강변북로 테크노차도육교

올림픽대교(올림픽大橋, Olympic Bridge) 또는 오륜대교(五輪大橋)는 대한민국 서울특별시 광진구 구의동과 송파구 풍납동을 연결하는 다리이다. 1985년 11월 20일 착공하여 1989년 11월에 준공하였다. 강동지역의 교통량 증가에 대비하여 건설되었고, 교량 중앙에 있는 4개의 주탑은 서울 올림픽을 기념하는 의미에서 88m의 높이로 지어졌다. 다리의 폭은 30m, 길이는 1,470m로 대한민국 최초의 사장교이다.

## 헬기 추락 사고
2001년 5월 29일, 1988년 하계 올림픽을 기념하여 올림픽대교 중앙탑 상단에 올림픽 성화를 본뜬 조형물(높이 13m, 10.8t)을 설치하던 항공작전사령부 소속의 CH-47 치누크 수송 헬기가 추락하였다. 목격자의 증언과 MBC뉴스보도를 보면, 헬기의 로터 블레이드가 조형물과 부딪히자, 중심을 잃고 두 바퀴를 돌다가 올림픽대교의 인도 옆 난간에 추락하였다고 진술하였다. 헬기 탑승자 3명(전홍엽 준위, 남인호 준위, 김우수 상사(1계급 추서계급))은 모두 사망하였으며 직후 기체와 탑승자가 한강으로 또다시 추락하였다. 인원 조사 및 이들의 시신을 수습하고 헬기를 인양하기 위하여 특전사 스쿠버 4개팀 46명이 동원되었다.
2001년 5월 31일 국군수도병원에서 영결식을 마치고 국립대전현충원에 안치되었다.

## 참조
1. ↑  “군헬기 올림픽대교서 추락...3명 사망”. 매일경제. 2001년 5월 30일. 2012년 4월 14일에 확인함.
2. ↑  손민호; 김현경; 신인섭 (2002년 1월 30일). “군헬기 올림픽대교 추락… 탑승자 셋 사망”. 중앙일보. 2020년 8월 30일에 확인함.
3. ↑  정호영 (2001년 5월 31일). “올림픽대교 조형물 설치 작업 중 불의의 사고”. 국방일보. 2016년 3월 5일에 원본 문서에서 보존된 문서. 2011년 5월 24일에 확인함.